# 西ゴート族

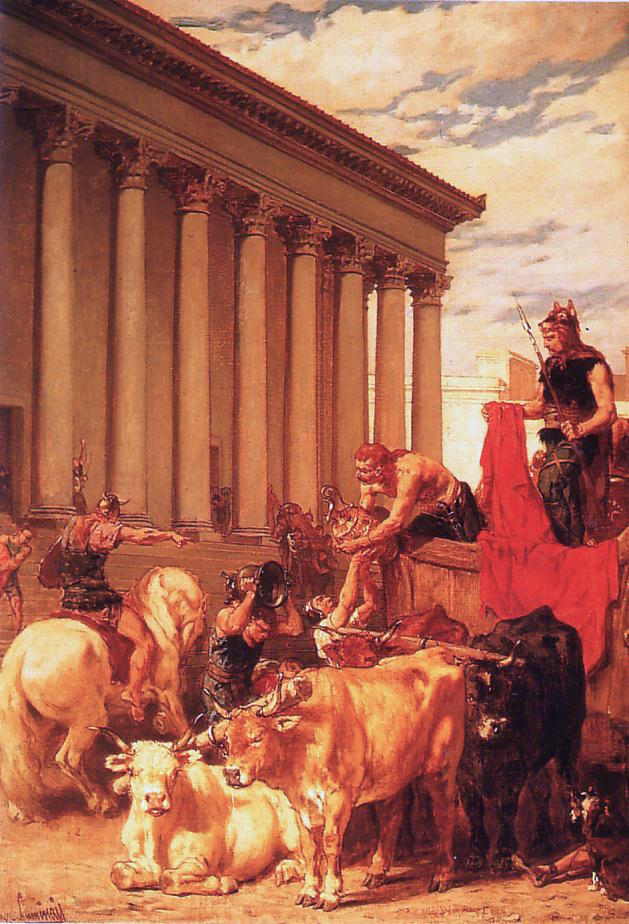
西ゴート族

西ゴート族（にしゴートぞく、Visigoth）は、ゲルマン人の一派。歴史上、270年頃からゴート族はこの西ゴート族と東ゴート族に分かれた。

## 解説
スカンディナヴィア半島から南下したゴート族は、ドネブル川の両岸に分かれて居住した。その西側、カルパチア山麓に居を構えた人々は「森の住人」を意味するテルヴィンゲン (Terwingen) と呼ばれたが、やがて「善良な」を意味するゴート語の接頭語「wesu」をつけて呼ばれるようになり、後に西ゴート族と呼ばれるようになった。彼らは他のゴート族から離れて西の方角に移動していたものの、彼らの名称は本来は方角とは無関係である。
西ゴート族が住んだその地域は土地が痩せていて定住に適さなかったため、比較的早い時期からローマ帝国領内に、主に傭兵として移り住んだ。ローマ東部の皇帝ヴァレンス帝やテオドシウス1世はゴート族に寛容で、帝国領内への彼らの移住を認めた。

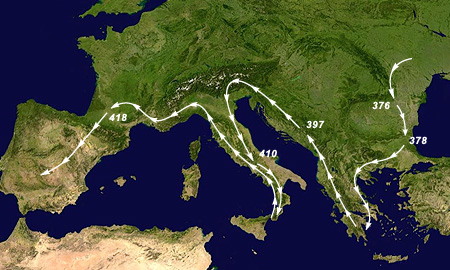
西ゴート族の移動

375年にフン族の圧迫により大規模な移住が始まる。アリウス派キリスト教を受け入れたのもこのころと見られている。5世紀初頭に新たな指導者となったアラリック1世（アラリコ1世）は一族を引き連れてイタリア半島に侵入したが、説得に応じガリアへと撤退した。418年にはローマ帝国との契約のもとに、プロヴァンス地方を経由して、南アキタニアのトロサ（トゥールーズ）を中心に西ゴート王国を建て、フン族やイベリア半島に侵入していた他のゲルマン諸族と戦った。5世紀半ばには一時的に西ゴート王が実質的に西ローマ帝国を統治したこともあった。また時としてローマ帝国との同盟を破り争うこともあった。
その後の西ゴート族は、イベリア半島にいたイベリア人とケルト人とラテン人およびムーア人と混血して、今日のスペイン人およびポルトガル人の先祖の一派として同化していった。